# I. al-Valíd omajjád kalifa
Al-Valíd ibn Abd al-Malik (arab betűkkel الوليد بن عبد الملك – al-Walīd ibn ʿAbd al-Malik; 668 – Damaszkusz, 715. február 23.) volt a szunnita iszlám tizedik kalifája (uralkodott 705-től haláláig), egyben a 750-ig uralkodó Omajjád-dinasztia ún. marvánida ágának harmadik tagja. Jelentős hódítások kötődnek a nevéhez mind a keleti, mind a nyugati határokon.

## Az atyai örökség
Édesanyja Valída bint al-Abbász ibn Hazn volt. Valíd atyja, Abd al-Malik óriási munkát vitt végbe uralkodása alatt: mind síita, mind háridzsita, mind pietista ellenfeleit legyőzte a II. fitna során, ezt követően pedig közigazgatási és pénzügyi reformjaival megerősítette az Omajjádok államát, és mértékletes pénzügyi politikájának köszönhetően nem csak biztos trónt, de teli kincstárat is hagyott utódjára. A kalifa nem is habozott learatni ennek gyümölcseit, de maga is józan mértékkel vitte tovább Abd al-Malik politikáját.
Az államigazgatás zavartalanságának érdekében megtartotta atyja jól bevált helytartóit és hadvezéreit – az Irakot vaskézzel, de rendkívül eredményesen irányító al-Haddzsádzs ibn Júszuf így maradhatott 714-es haláláig a tartomány emírje.
A muszlim művészet egyik legkiemelkedőbb alkotása, a damaszkuszi Omajjád-mecset felépítése végigkísérte Valíd uralkodását: 706 és 715 között Keresztelő Szent János temploma helyén felépült a mozaikokkal gazdagon díszített mecset, mely ma is a szíriai főváros egyik látványossága. A medinai nagymecset (a próféta mecsetje) újjáépítése, valamint a hidzsázi zarándokutak karbantartása, vízellátásának biztosítása is a nevéhez fűződik.

## Hódítások
Keleten körülbelül a kalifaváltás idejére konszolidálódott annyira a helyzet, hogy folytatódhasson az arabok Baszra és Kúfa városából szervezett terjeszkedése. Muhammad ibn al-Kászim 710 és 713 között az Indus völgyét hódoltatta, eközben Kutajba ibn Muszlim északkelet felé, Transzoxániába és Fergánába vezetett hadjáratot (706–715). Az itteni hódítás a Pamírig és Kasgarig terjesztette ki a kalifátus határait, megszerezve olyan fontos kereskedővárosokat, mint Buhara vagy Szamarkand.
A terjeszkedés másik fő csapásiránya a nyugati határ volt. 705-re egész Észak-Afrika arab uralom alá került az Atlanti-óceánig. 711-ben aztán az ifríkijai kormányzó, Músza ibn Nuszajr egyik felszabadított szolgája, Tárik kisebb sereggel átkelt a Gibraltári-szoroson. Roderick nyugati gót király azonnal kivonult ellene, ám a trónviszályoktól gyötört vizigót királyság hadseregének egy része elpártolt tőle. A Jereznél elszenvedett vereség hatására kártyavárként omlott össze a Nyugati gót Királyság. Hamarosan Ibn Nuszajr vette át a hadjárat vezetését, elfoglalva a fővárost, Toledót és Zaragozát. Ekkor azonban Valíd Damaszkuszba hívta a két hódítót. Miután az iszlám dicsőségét hirdető, latin betűs pénzt veretett, és egészen Kantábriáig eljutott, Ibn Nuszajr engedelmeskedett a parancsnak. Temérdek zsákmánnyal, előkelő vizigót és berber foglyokkal megrakott menete lassú menetben tért vissza Damaszkuszba, ahol az újonnan elkészült Omajjád-mecset udvarán maga Valíd kalifa fogadta ünnepélyesen a hódítókat.
Hosszabb békés időszakot követően a bizánci határon is felújultak az arab támadások, bár csak kisebb hódításokra került sor. II. Iusztinianosz vak dühében 705–711 között kiterjedt tisztogatást vitt végbe az előkelők és a katonaság soraiban, így a legjobb tisztjeitől megfosztott bizánci haderő képtelen volt megakadályozni a muszlimok előretörését. 709-ben a kappadókiai Tüana, 710/711-ben pedig Kilikia került arab kézbe. Komolyabb hadjáratot csak Valíd utódai alatt indítottak, ám a készülő vihart Konstantinápolyban is érzékelték, így (főleg II. Anasztasziosz alatt) megkezdték a felkészülést az ellenállásra.

## Hagyatéka
Sokan tekintik Valíd uralmát az Omajjádok, sőt az egész iszlám állam fénykorának. Való igaz, a határokon belül béke honolt, a terjeszkedés még mindig zavartalanul zajlott, a kalifa gondot fordított a hadsereg fejlesztésére és a pénzügyi stabilitás megőrzésére, ráadásul a legkegyesebb muszlimok közé tartozott: kedvelt időtöltése volt a Korán-recitáció, ramadán idején pedig nagy ünnepségeket rendezett a böjtölők részére.
Unokatestvérét, Umm Bánin bint Abd al-Azízt, I. Marván egy másik unokáját vette feleségül. Valíd egyik öccsét, Szulejmánt (715–717) jelölte ki örökösének. Később két másik fivére, II. Jazíd (720–724) Hisám (724–743) is elfoglalhatta a damaszkuszi trónt. Valíd fiai közül III. Jazíd (744) és Ibráhím (744) rövid ideig uralkodtak.